# 德克薩斯城 (伊利諾伊州)
德克薩斯城（英語：Texas City）是位於美國伊利諾伊州薩林縣的一個非建制地區。該地的面積和人口皆未知。

## 地理
德克薩斯城的座標為37°52′42″N 88°23′36″W / 37.87833°N 88.39333°W，而該地的平均海拔高度為113米（即371英尺）。